# Центральный парк (Хельсинки)
Центральный парк (фин. Helsingin keskuspuisto, швед. Helsingfors centralpark) — парк в Хельсинки, столице Финляндии. Площадь — 10 км². Парк простирается на юг до границы с Тёёлё и Вантаа на севере.

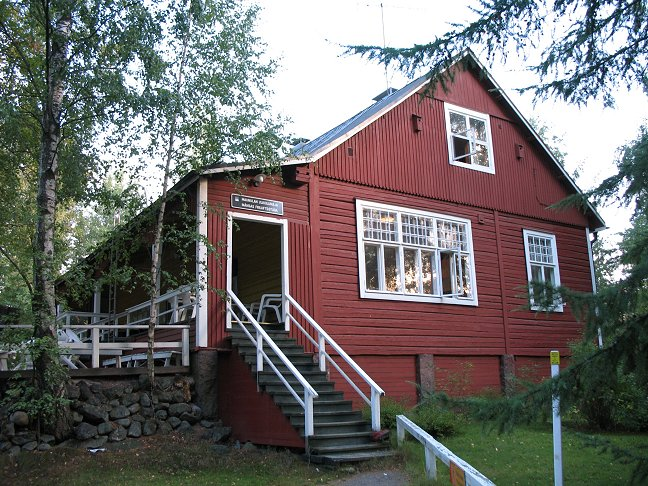
Дом в средней части парка, в нём есть кафе и сауна

Парк состоит в основном из легко проходимой лесистой местности, пересечённой гравийными дорожками.
Лес Палохейня, северное расширение парка, является главным центром Хельсинки для активного отдыха.

## История
Архитектор Бертель Юнг впервые предложил идею создания центрального парка в Хельсинки в 1911 году. Однако первоначальное предложение касалось только того, что сейчас является самой южной частью парка, а также районов, которые в настоящее время не являются частью Центрального парка, например, в Кайсаниеми.
Генеральный план для Центрального парка был ратифицирован в 1978 году. Общий план Хельсинки с 2002 года оставил его в силе.

## Рекомендации
1. 1 2  Город Хельсинки - Центральный парк - Введение. Дата обращения: 28 ноября 2007. Архивировано из оригинала 3 ноября 2012 года.
2. ↑  Викимедия в зоне отдыха Палохиня. Дата обращения: 15 января 2018. Архивировано 12 марта 2020 года.
3. 1 2 3  Город Хельсинки - Центральный парк - Планирование. Дата обращения: 28 ноября 2007. Архивировано из оригинала 17 июля 2012 года.